# Pauline på stranden
Pauline på stranden (franska: ''Pauline à la plage'') är en fransk dramafilm från 1983 i regi av Éric Rohmer. Den handlar om intrigerna kring två kvinnor som tillbringar sommaren i Normandie där de umgås med den ena kvinnans före detta älskare och en vän till honom. Det är den tredje filmen i sviten "comédies et proverbes", "komedier och ordspråk", som består av sex stycken filmer från 1980-talet.
Den tävlade vid filmfestivalen i Berlin 1983 där den vann Silverbjörnen för bästa regi och FIPRESCI-priset. Sverigepremiären ägde rum 20 juli 1984.

## Medverkande
- Amanda Langlet som Pauline
- Arielle Dombasle som Marion
- Pascal Greggory som Pierre
- Féodor Atkine som Henri
- Simon de la Brosse som Sylvain
- Rosette som Louisette